# Claud Hamilton
Pour les articles homonymes, voir Hamilton.
Claud Hamilton (27 juillet 1813 - 3 juin 1884) est un homme politique conservateur britannique. Il est notamment trésorier de la maison en 1852 et entre 1858 et 1859 et vice-chambellan de la maison entre 1866 et 1868.

## Jeunesse et éducation
Il est le deuxième fils de James Hamilton (vicomte Hamilton), le fils aîné de John Hamilton (1er marquis d'Abercorn). Sa mère Harriet Douglas, est la fille de John Douglas, fils cadet de James Douglas (14e comte de Morton). James Hamilton (1er duc d'Abercorn), est son frère aîné. Il fait ses études au Harrow et à Trinity College de Cambridge.

## Carrière politique
Il siège comme député du comté de Tyrone de 1835 à 1837 et de nouveau de 1839 à 1874. Lorsque les conservateurs arrivent au pouvoir en février 1852 sous le comte de Derby, Hamilton est admis au Conseil privé et nommé trésorier de la maison, poste qu'il occupe jusqu'à la chute du gouvernement en décembre 1852. Il occupe le même poste sous Derby de 1858 à 1859. Lorsque Derby est devenu premier ministre pour la troisième fois en 1866, Hamilton est promu vice-chambellan de la maison, poste qu'il conserve jusqu'en 1868, la dernière année sous la présidence de Benjamin Disraeli. Il pouvait parler couramment et bien sur presque tous les sujets pendant une durée indéterminée. Un de ses discours a duré quatre heures et vingt minutes, l'un des plus longs à ce jour à la Chambre des communes.

## Famille
Hamilton épouse Elizabeth Proby, fille de Granville Proby (3e comte de Carysfort), le 7 août 1844. Ils ont un fils et trois filles. L'épouse d'Elizabeth Hamilton est la traductrice du français vers l'anglais de «Louis Pasteur: sa vie et son temps» par le gendre de Pasteur. Son fils unique, Douglas Proby (en), est un militaire et député tandis que son petit-fils Richard est créé baronnet en 1952. Une fille, Louisa Hamilton, épouse le physicien John Tyndall. Hamilton est décédée en juin 1884, à l'âge de 70 ans. Lady Elizabeth lui survit de seize ans et est décédée en juin 1900.